# Udall (Kansas)
Udall ist eine Stadt (City) im Cowley County im US-Bundesstaat Kansas in den Vereinigten Staaten. Das U.S. Census Bureau hat bei der Volkszählung 2020 eine Einwohnerzahl von 661 ermittelt.

## Geographie
Udall befindet sich nördlich von Winfield im Nordwesten des Cowley County und bedeckt eine Fläche von knapp 1,5 km². Die Stadt liegt in je etwa 40 Kilometer Entfernung zwischen Arkansas City im Südosten sowie Wichita im Nordwesten, zu deren Einzugsgebiet der Ort zählt.

## Geschichte

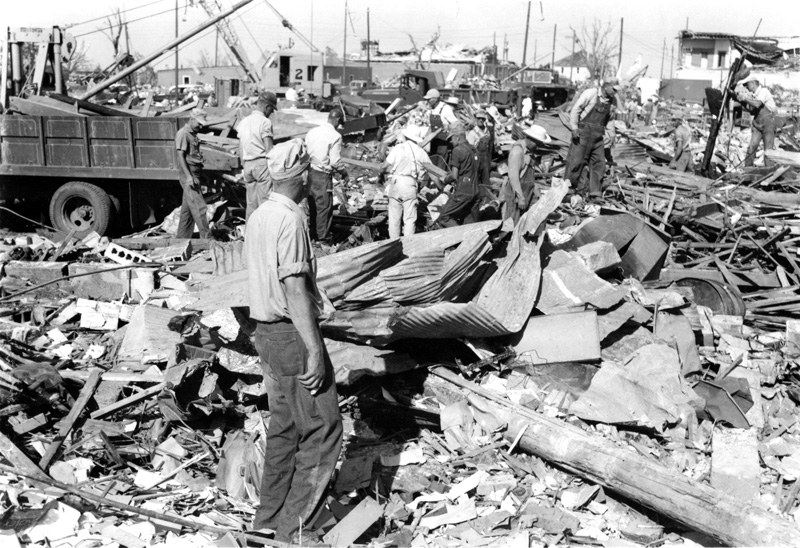
Blackwell-Udall Tornado

Das erste Postamt öffnete im September 1879, zwei Jahre später wurde der Ort zu Ehren eines Schriftstellers Cornelius Udall gegründet.
Am 25. Mai 1955 fegte ein F5-Tornado über den Ort und tötete mehr als jeden zehnten Einwohner.

## Demographie
Nach der Volkszählung 2010 gab es 746 Menschen, 289 Haushalte und 203 Familien in der Stadt. Das Durchschnittsalter in der Stadt betrug 31,7 Jahre.